# مرضیه صدیقی
مرضیه صدیقی (زادهٔ ۱۳۳۶ در تهران) نمایندهٔ حوزهٔ انتخابیهٔ مشهد در دورهٔ پنجم مجلس شورای اسلامی بوده‌است. او در این مدت عضو کمیسیون‌های مسکن و شهرسازی و راه و ترابری و همچنین امور زنان، جوانان و خانواده بوده‌است.

## زندگی‌نامه
مرضیه صدیقی در سال ۱۳۳۶ در تهران زاده شد. او در سن ۱۳ سالگی با سید غلامرضا شیرازیان، دانشجوی رشته مهندسی راه و ساختمان، ازدواج کرد. این دو در سال ۱۳۵۴ برای ادامه تحصیل به آمریکا رفتند و مرضیه در سال ۱۳۵۸ در رشته راه و ساختمان از دانشگاه فلوریدا فارغ‌التحصیل شد. او سپس برای مقطع کارشناسی ارشد در دانشگاه آبورن آمریکا پذیرفته و در سال ۱۳۶۰ دانشنامه مهندسی و برنامه‌ریزی حمل و نقل (عمران) را از این دانشگاه دریافت کرد. در همان سال همسرش نیز موفق به اخذ درجه دکترا در همان رشته شد و آن دو پس از پایان تحصیلات به ایران بازگشتند.
مرضیه صدیقی پس از بازگشت، در سازمان برنامه و بودجه استان خراسان مشغول به خدمت شد. او در سال ۱۳۶۹ به اتفاق شهلا حبیبی و فاطمه هاشمی طرح تأسیس دفتر امور زنان در نهاد ریاست جمهوری را تهیه و به رئیس‌جمهور وقت آیت‌الله اکبر هاشمی رفسنجانی پیشنهاد نمود. این طرح مورد پذیرش قرار گرفت و در سال ۱۳۷۰ دفتر امور زنان به ریاست شهلا حبیبی در نهاد ریاست جمهوری تأسیس شد.
مرضیه صدیقی در سال ۱۳۶۸ به علت ممانعت سازمان برنامه و بودجه برای ادامه تحصیل از آن سازمان استعفا داد. وی در سال ۱۳۷۳ در آزمون دکترای حمل و نقل در دانشگاه علم وصنعت پذیرفته شد، ولی به دلیل راهیابی به مجلس و سپس مهاجرت دوباره به آمریکا، صرفاً دروس آن را تکمیل کرده و موفق به دفاع از پایان‌نامه خود نشد.

## در مجلس
مرضیه صدیقی در سال ۱۳۷۵ در انتخابات پنجمین دوره مجلس از سوی مردم مشهد به نمایندگی مجلس انتخاب شد. غلامرضا شیرازیان، همسرش، نیز در همین دوره به مجلس راه یافت.
صدیقی پس از ورود به مجلس به عضویت کمیسیون مسکن و شهرسازی و راه و ترابری درآمد و مخبر این کمیسیون شد. از دیگر سمت‌های وی در دوره نمایندگی، عضویت در کمیسیون زنان و جوانان و خانواده، مؤسس و عضویت در هیئت رئیسه کانون حمایت از ایرانگردی و جهانگردی، عضویت در کمیسیون اصلی رسیدگی به لایحه بودجه سال ۱۳۷۷، عضویت در گروه دوستی ایران و لهستان و رابط پارلمانی دفتر امور زنان نهاد ریاست جمهوری در مجلس بود.

### تاریخچه انتخابات
| سال  | انتخابات | رای     | درصد  | نتیجه |
| ---- | -------- | ------- | ----- | ----- |
| ۱۳۷۴ | مجلس     | ۴۶۷٬۱۷۱ | ۴۷٫۲۰ | برنده |